# Битка при Битонто
Битката при Битонто е сражение от Войната за полското наследство, състояло се на 25 май 1734 г.

## Сили
От една страна стоят 8000 (по други данни 10 000) австрийски войници – повечето наемници, говорещи различни езици, командвани от принц Белмонт. Срещу него застава испанска армия, неясна като брой, командвана от опитния генерал Монтемар. Знае се само, че е по-голяма от имперската и се състои от редовни, добре обучени войници.

## Ход на битката
През 1733 г. Испания и Австрия се озовават в положение на война. От своето владение в Парма дон Карлос (син на испанския крал Филип V и втората му жена Изабела Фарнезе) напада австрийските владения в Южна Италия (Неаполитанското кралство). Той с лекота влиза в Неапол, докато австрийските сили се съсредоточават в Пулия. Принц Белмонт заема Бари, но когато научава за приближаването на испанците, се премества в Битонто – по-здраво укрепление. Монтемар атакува фронтално със сили равни на австрийците, а остатъкът от армията му опитва да ги заобиколи. Срещнал сериозна съпротива, той дава заповед за отстъпление, надявайки се да бъде последван и австрийците да напуснат укрепените си позиции.
Когато това не се случва, Монтемар скача на коня, нарежда да свирят сигнал за атака и лично повежда войската. Австрийската конница отстъпва панически към Бари. Това неочаквано отстъпление, което прилича повече на бягство, обезкуражава пехотата и накрая Белмонт нарежда изтегляне от укреплението, следвайки конницата.

## Резултати
Победата на Монтемар е категорична, макар да е постигната само за два часа. Армията му дава само 300 убити срещу 1000 австрийци, колкото са и пленниците. Неголям брой оръдия и няколко знамена попадат в ръцете на победителите.
Това малко сражение има значителни последици. То утвърждава дон Карлос за крал на Неапол, а малко по-късно и на Сицилия. Тези провинции са завинаги изгубени за Австрия. Бурбоните се установяват в Южна Италия, където остават чак до обединението на страната през 1860 г.